# Gunnbjörn Ulfsson
Gunnbjørn Ulfsson lub Gunnbjørn Ulf-Krakuson (żyjący około X wieku) – norweski żeglarz, będący pierwszym Europejczykiem, który widział wybrzeże Grenlandii.
Gunnbjørn podróżował z Norwegii na Islandię, ale z powodu sztormu statek został rzucony na zachód, powodując, że dostrzegli wyspy leżące u wybrzeży Grenlandii. Opierając się na różnych źródłach wydarzenie to miało miejsce pomiędzy latami 876 i 932. Około 978 do wysp widzianych przez Gunnbjørna Ulfssona popłynął Snæbjörn Galti, a następnie Eryk Rudy, który również zbadał Grenlandię i założył osadę.
Na Grenlandii znajduje się góra oraz szkiery nazwane imieniem żeglarza.